# Лас-Нутріас (Нью-Мексико)
Лас-Нутріас (англ. Las Nutrias) — переписна місцевість (CDP) в США, в окрузі Сокорро штату Нью-Мексико. Населення — 119 осіб (2020).

## Географія
Лас-Нутріас розташований за координатами 34°28′11″ пн. ш. 106°46′15″ зх. д. / 34.46972° пн. ш. 106.77083° зх. д. (34.469835, -106.770811).  За даними Бюро перепису населення США в 2010 році переписна місцевість мала площу 2,50 км², уся площа — суходіл.

## Демографія
Згідно з переписом 2010 року, у переписній місцевості мешкало 149 осіб у 72 домогосподарствах у складі 43 родин. Густота населення становила 60 осіб/км².  Було 80 помешкань (32/км²).
Расовий склад населення:
| - 92,6 % — білих - 0,7 % — корінних американців - 5,4 % — осіб інших рас |

До двох чи більше рас належало 1,3 %. Частка іспаномовних становила 70,5 % від усіх жителів.
За віковим діапазоном населення розподілялося таким чином: 17,4 % — особи молодші 18 років, 57,1 % — особи у віці 18—64 років, 25,5 % — особи у віці 65 років та старші. Медіана віку мешканця становила 49,5 року. На 100 осіб жіночої статі у переписній місцевості припадало 106,9 чоловіків;  на 100 жінок у віці від 18 років та старших — 119,6 чоловіків також старших 18 років.
Середній дохід на одне домашнє господарство  становив 58 469 доларів США (медіана — 59 524), а середній дохід на одну сім'ю — 71 086 доларів (медіана — 75 179). 
Цивільне працевлаштоване населення становило 118 осіб. Основні галузі зайнятості: освіта, охорона здоров'я та соціальна допомога — 48,3 %, сільське господарство, лісництво, риболовля — 22,9 %, публічна адміністрація — 16,9 %, будівництво — 11,9 %.